# 约翰·德·罗贝克
约翰·德·罗贝克（英語：Sir John Michael de Robeck，1862年6月10日—1928年1月20日）是英国皇家海军在第一次世界大战加里波利之战（又称达达尼尔战役）的总司令。
约翰·德·罗贝克爵士出生在爱尔兰的基尔代尔郡。是约翰·亨利·爱德华·福克（John Henry Edward Fock）的第二儿子，家族的第四个男爵（1823至1904年），其家族的发源地虽在瑞典，但长期定居于爱尔兰。

## 军事生涯
约翰·德·罗贝克在1875年加入皇家海军。1914年他成为第九舰队中队的指挥官。
在加里波利之战他是副司令，当时的总司令是萨克维尔·卡登，但在1915年3月他成功取代萨克维尔·卡登成为总司令。
在1914年1915年海军赢得了海峡和伊斯坦堡的战役，但是成功的原因主要是土耳其在备战不及及弹药不足。而且有5艘盟军战舰因为触雷而沉没。
由于英国陆军上将伊恩·汉密尔顿和他的陆军在陆上作战不利，并让土耳其军队彻底击败，1916年1月9日，当最后一名澳新军团士兵离开海滩后，这第一世界大战中最大的登陆战同盟国正式宣告彻底失败。
约翰·德·罗贝克接着在1916年11月成为第二舰队的舰队司令。在1919年7月，他成为地中海舰队的总司令也是君士坦丁堡的英国高级专员直到1919年秋季。他在1922成为大西洋舰队的总司令，年并于1924年退休。
约翰·德·罗贝克爵士在1921年的新年获得Knight Grand Cross of the Order of the Bath（GCB）爵位。